# Strøby
Strøby ist ein Ort auf der dänischen Insel Seeland. Er gehört zur Gemeinde Stevns in der Region Sjælland und hat 705 Einwohner (Stand 1. Januar 2023).

## Entwicklung der Einwohnerzahl
| Jahr             | Einwohner |
| ---------------- | --------- |
| 9. November 1970 | 530       |
| 1. Januar 1976   | 548       |
| 1. Januar 1981   | 550       |
| 1. Januar 1986   | 593       |
| 1. Januar 1990   | 626       |
| 1. Januar 1996   | 636       |
| 1. Januar 2000   | 711       |
| 1. Januar 2004   | 718       |
| 1. Januar 2008   | 718       |
| 1. Januar 2010   | 696       |

## Verwaltungszugehörigkeit
- bis 31. März 1970: Landgemeinde Strøby, Præstø Amt
- 1. April 1970 bis 31. Dezember 2006: Vallø Kommune, Roskilde Amt
- seit 1. Januar 2007: Stevns Kommune, Region Sjælland

## Persönlichkeiten
- Martin A. Hansen (1909–1955), Schriftsteller